# Polaznik Macula
La Polaznik Macula è una struttura geologica della superficie di Titano.